# Golden Globe du meilleur acteur dans une série télévisée dramatique
Le Golden Globe du meilleur acteur dans une série télévisée dramatique (en anglais : Golden Globe Award for Best Actor – Television Series Drama) est une récompense télévisuelle décernée depuis 1970 par la Hollywood Foreign Press Association.
Cette récompense est née de la scission du Golden Globe du meilleur acteur dans une série télévisée (en celle-ci et le Golden Globe du meilleur acteur dans une série télévisée musicale ou comique) décerné de 1962 à 1969. En 1972, le prix est exceptionnellement décerné sous l'appellation Actor in a Leading Role – Drama Series or Television Movie.

## Palmarès
Note : le symbole « ♕ » rappelle le gagnant de l'année précédente (si nomination).

### Années 1960
- 1962 : (ex æquo) John Charles Daly et Bob Newhart
- 1963 : Richard Chamberlain pour le rôle de James Kildare dans Dr. Kildare
- 1964 : Mickey Rooney pour le rôle de Mickey Grady dans Mickey
  - Richard Boone pour le rôle de plusieurs personnages dans The Richard Boone Show
  - Jackie Gleason pour le rôle de plusieurs personnages dans American Scene Magazine
  - Lorne Greene pour le rôle de Ben Cartwright dans Bonanza
  - E. G. Marshall pour le rôle de Lawrence Preston dans Les Accusés
- 1965 : Gene Barry pour le rôle d'Amos Burke dans L'Homme à la Rolls
  - Richard Crenna pour le rôle de James Slattery dans Slattery's People
  - James Franciscus pour le rôle de John Novak dans Mr. Novak
  - David Janssen pour le rôle de Richard Kimble dans Le Fugitif
  - Robert Vaughn pour le rôle de Napoleon Solo dans Des agents très spéciaux
- 1966 : David Janssen pour le rôle de Richard Kimble dans Le Fugitif
  - Ben Gazzara pour le rôle de Paul Bryan dans Match contre la vie
  - David McCallum pour le rôle d'IIlya Kuryakin dans Des agents très spéciaux
  - Robert Vaughn pour le rôle de Napoleon Solo dans Des agents très spéciaux
- 1967 : Dean Martin pour le rôle de plusieurs personnages dans The Dean Martin Show (en)
  - Bill Cosby pour le rôle d'Alexander Scott dans Les Espions
  - Robert Culp pour le rôle de Kelly Robinson dans Les Espions
  - Ben Gazzara pour le rôle de Paul Bryan dans Match contre la vie
  - Christopher George pour le rôle de Sam Troy dans Commando du désert
- 1968 : Martin Landau pour le rôle de Rollin Hand dans Mission impossible
  - Brendon Boone pour le rôle de Chief dans Commando Garrison
  - Ben Gazzara pour le rôle de Paul Bryan dans Match contre la vie
  - Dean Martin pour le rôle de plusieurs personnages dans The Dean Martin Show (en)
  - Andy Williams pour le rôle de plusieurs personnages dans The Andy Williams Show
- 1969 : Carl Betz pour le rôle de Clinton Judd dans Judd, for the Defense
  - Raymond Burr pour le rôle de Robert T. Ironside dans L'Homme de fer
  - Peter Graves pour le rôle de Jim Phelps dans Mission impossible (Mission: Impossible)
  - Dean Martin pour les rôles de plusieurs personnages The Dean Martin Show (en)
  - Efrem Zimbalist Jr. pour le rôle de Lewis Erskine dans Sur la piste du crime

### Années 1970
- 1970 : Mike Connors pour le rôle de Joe Mannix dans Mannix
  - Lloyd Haynes pour le rôle de Mr Pete Dixon dans Room 222
  - Robert Young pour le rôle de Marcus Welby dans Docteur Marcus Welby (Marcus Welby, M.D.)
  - Peter Graves pour le rôle de James «Jim» Phelps dans Mission impossible (Mission: impossible)
  - Robert Wagner pour le rôle d'Alexander Mundy dans Opération vol (It Takes a Thief)
- 1971 : Peter Graves pour le rôle de Jim Phelps dans Mission impossible (Mission: Impossible)
  - Mike Connors pour le rôle de Joe Mannix dans Mannix
  - Burt Reynolds pour le rôle du Lt. Dan August dans Dan August
  - Chad Everett pour le rôle du Dr Joe Gannon dans Médecins d'aujourd'hui (Medical Center)
  - Robert Young pour le rôle de Marcus Welby dans Docteur Marcus Welby (Marcus Welby, M.D.)
- 1972 : Robert Young pour le rôle de Marcus Welby dans Docteur Marcus Welby (Marcus Welby, M.D.)
  - Raymond Burr pour le rôle de Robert T. Dacier dans L'Homme de fer (Ironside)
  - Mike Connors pour le rôle de Joe Mannix dans Mannix
  - William Conrad pour le rôle de Frank Cannon dans Cannon
  - Peter Falk pour le rôle du Lieutenant Columbo dans Columbo
- 1973 : Peter Falk pour le rôle du Lieutenant Columbo dans Columbo
  - Mike Connors pour le rôle de Joe Mannix dans Mannix
  - William Conrad pour le rôle de Frank Cannon dans Cannon
  - Chad Everett pour le rôle du Dr Joe Gannon dans Médecins d'aujourd'hui (Medical Center)
  - David Hartman pour le rôle du Dr Paul Hunter dans The Bold Ones: The New Doctors
  - Robert Young pour le rôle du Dr Marcus Welby dans Docteur Marcus Welby (Marcus Welby, M.D.)
- 1974 : James Stewart pour le rôle de Billy Jim Hawkins dans Hawkins (en)
  - Peter Falk pour le rôle du Lieutenant Columbo dans Columbo
  - David Carradine pour le rôle de Kwai Chang Caine dans Kung Fu
  - Mike Connors pour le rôle de Joe Mannix dans Mannix
  - Robert Young pour le rôle du Dr Marcus Welby dans Docteur Marcus Welby (Marcus Welby, M.D.)
  - Richard Thomas pour le rôle de John « Boy » Walton dans La Famille des collines (The Waltons)
- 1975 : Telly Savalas pour le rôle du Lt. Theo Kojak dans Kojak
  - Peter Falk pour le rôle du Lt. Columbo dans Columbo
  - Mike Connors pour le rôle de Joe Mannix dans Mannix
  - Michael Douglas pour le rôle de l'Inspecteur Steve Keller dans Les Rues de San Francisco (The Streets Of San Francisco)
  - Richard Thomas pour le rôle de John «Boy» Walton dans La Famille des collines (The Waltons)
- 1976 : (ex æquo) Robert Blake pour le rôle de Tony Baretta dans Baretta et Telly Savalas pour le rôle du lieutenant Theo Kojak dans Kojak ♕
  - Karl Malden pour le rôle du Lt. Mike Stone dans Les Rues de San Francisco (The Streets of San Francisco)
  - Barry Newman pour le rôle d'Anthony J. Petrocelli dans Petrocelli
  - Peter Falk pour le rôle du Lt. Columbo dans Columbo
- 1977 : Richard Jordan pour le rôle de Joseph Armagh dans Captains and the Kings
  - Peter Strauss pour le rôle de Rudy Jordache dans Le Riche et le Pauvre (Rich Man, Poor Man)
  - Nick Nolte pour le rôle de Tom Jordache dans Le Riche et le Pauvre (Rich Man, Poor Man)
  - Telly Savalas pour le rôle du Lt. Theo Kojak dans Kojak
  - Lee Majors pour le rôle du Colonel Steve Austin dans L'Homme qui valait trois milliards (The Six Million Dollar Man)
- 1978 : Edward Asner pour le rôle de Lou Grant dans Lou Grant
  - Peter Falk pour le rôle du lieutenant Columbo dans Columbo
  - James Garner pour le rôle de Jim Rockford dans 200 dollars plus les frais (The Rockford Files)
  - Robert Conrad pour le rôle du Major Gregory "Greg / Pappy" Boyington dans Les Têtes brûlées (Baa Baa Black Sheep)
  - Telly Savalas pour le rôle du Lt. Theo Kojak dans Kojak
- 1979 : Michael Moriarty pour le rôle d'Erik Dorff dans Holocauste (Holocaust)
  - Michael Landon pour le rôle de Charles Ingalls dans La Petite Maison dans la prairie (Little House on the prairie)
  - John Houseman pour le rôle du Professeur Charles W. Kingsfield Jr. dans The Paper Chase
  - Edward Asner pour le rôle de Lou Grant dans Lou Grant ♕
  - James Garner pour le rôle de Jim Rockford dans 200 dollars plus les frais (The Rockford Files)
  - Richard Hatch pour le rôle du Capitaine Apollo dans Galactica (Battlestar Galactica)

### Années 1980
- 1980 : Edward Asner pour le rôle de Lou Grant dans Lou Grant
  - Robert Urich pour le rôle de Dan Tanna dans Vegas (Vega$)
  - Robert Wagner pour le rôle de Jonathan Hart dans Pour l'amour du risque (Hart to Hart)
  - Martin Sheen pour le rôle de John Dean dans Blind Ambition
  - Richard Chamberlain pour le rôle d'Alexander McKeag dans Colorado (Centennial)
  - John Houseman pour le rôle de Charles W. Kingsfield Jr. dans The Paper Chase
  - Erik Estrada pour le rôle de l'officier Francis Llewellyn "Ponch" Poncherello dans Chips (CHiPs)
  - James Garner pour le rôle de Jim Rockford dans 200 dollars plus les frais (The Rockford Files)
- 1981 : Richard Chamberlain pour le rôle de John Blackthorne dans Shogun
  - Edward Asner pour le rôle de Lou Grant dans Lou Grant ♕
  - Larry Hagman pour le rôle de J.R Ewing dans Dallas
  - Robert Wagner pour le rôle de Jonathan Hart dans Pour l'amour du risque (Hart to Hart)
  - Robert Urich pour le rôle de Dan Tanna dans Vegas (Vega$)
- 1982 : Daniel J. Travanti pour le rôle du capitaine Frank Furillo dans Capitaine Furillo (Hill Street Blues)
  - Edward Asner pour le rôle de Lou Grant dans Lou Grant
  - John Forsythe pour le rôle de Blake Carrington dans Dynastie (Dynasty)
  - Larry Hagman pour le rôle de JR Ewing dans Dallas
  - Tom Selleck pour le rôle de Thomas Sullivan Magnum IV dans Magnum (Magnum, P.I.)
- 1983 : John Forsythe pour le rôle de Blake Carrington dans Dynastie
  - Robert Wagner pour le rôle de Jonathan Hart dans Pour l'amour du risque (Hart to Hart)
  - Daniel J. Travanti pour le rôle du Capt. Frank Furillo dans Capitaine Furillo (Hill Street Blues) ♕
  - Tom Selleck pour le rôle de Thomas Sullivan Magnum IV dans Magnum (Magnum, P.I.)
  - Larry Hagman pour le rôle de JR Ewing dans Dallas
- 1984 : John Forsythe pour le rôle de Blake Carrington dans Dynastie (Dynasty) ♕
  - James Brolin pour le rôle de Peter McDermott dans Hôtel (Hotel)
  - Daniel J. Travanti pour le rôle du Capt. Frank Furillo dans Capitaine Furillo (Hill Street Blues)
  - Tom Selleck pour le rôle de Thomas Sullivan Magnum IV dans Magnum (Magnum, P.I.)
  - Robert Wagner pour le rôle de Jonathan Hart dans Pour l'amour du risque (Hart to Hart)
- 1985 : Tom Selleck pour le rôle de Thomas Sullivan Magnum IV dans Magnum (Magnum, P.I.)
  - Larry Hagman pour le rôle de JR Ewing dans Dallas
  - James Brolin pour le rôle de Peter McDermott dans Hôtel (Hotel)
  - Stacy Keach pour le rôle de Mike Hammer dans Mike Hammer (Mickey Spillane's Mike Hammer)
  - John Forsythe pour le rôle de Blake Carrington dans Dynastie (Dynasty) ♕
  - Daniel J. Travanti pour le rôle du Capt. Frank Furillo dans Capitaine Furillo (Hill Street Blues)
- 1986 : Don Johnson pour le rôle de James "Sonny" Crockett dans Deux flics à Miami (Miami Vice)
  - Philip Michael Thomas pour le rôle de Ricardo "Rico" Tubbs dans Deux flics à Miami (Miami Vice)
  - Daniel J. Travanti pour le rôle du Capt. Frank Furillo dans Capitaine Furillo (Hill Street Blues)
  - John Forsythe pour le rôle de Blake Carrington dans Dynastie (Dynasty)
  - Tom Selleck pour le rôle de Thomas Sullivan Magnum IV dans Magnum (Magnum, P.I.) ♕
- 1987 : Edward Woodward pour le rôle de Robert McCall dans Equalizer (The Equalizer)
  - William Devane pour le rôle de Gregory "Greg" Sumner dans Côte Ouest (Knots Landing)
  - Tom Selleck pour le rôle de Thomas Sullivan Magnum IV dans Magnum (Magnum, P.I.)
  - Don Johnson pour le rôle de James "Sonny" Crockett dans Deux flics à Miami (Miami Vice) ♕
  - John Forsythe pour le rôle de Blake Carrington dans Dynastie (Dynasty)
- 1988 : Richard Kiley pour le rôle de Joe Gardner dans A Year in the Life
  - Tom Selleck pour le rôle de Thomas Magnum dans Magnum (Magnum, P.I.)
  - Harry Hamlin pour le rôle de Michael Kuzak dans La Loi de Los Angeles (L.A. Law)
  - Edward Woodward pour le rôle de Robert McCall dans Equalizer (The Equalizer) ♕
  - Michael Tucker pour le rôle de Stuart Markowitz dans La Loi de Los Angeles (L.A. Law)
- 1989 : Ron Perlman pour le rôle de Vincent dans La Belle et la Bête (Beauty and the Beast)
  - Corbin Bernsen pour le rôle d'Arnold Becker dans La Loi de Los Angeles (L.A. Law)
  - Harry Hamlin pour le rôle de Michael Kuzak dans La Loi de Los Angeles (L.A. Law)
  - Ken Wahl pour le rôle de Vinnie Terranova dans Un flic dans la mafia (Wiseguy)
  - Carroll O'Connor pour le rôle du Sheriff Bill Gillespie dans Dans la chaleur de la nuit (In the Heat of the Night)

### Années 1990
- 1990 : Ken Wahl pour le rôle de Vinnie Terranova dans Un flic dans la mafia (Wiseguy)
  - Carroll O'Connor pour le rôle du Sheriff Bill Gillespie dans Dans la chaleur de la nuit (In the Heat of the Night)
  - Corbin Bernsen pour le rôle de Arnold Becker dans La Loi de Los Angeles (L.A. Law)
  - Harry Hamlin pour le rôle de Michael Kuzak dans La Loi de Los Angeles (L.A. Law)
  - Ken Olin pour le rôle de Michael Steadman dans Génération Pub (Thirtysomething)
- 1991 : Kyle MacLachlan pour le rôle de l'Agent Dale Cooper dans Twin Peaks
  - Carroll O'Connor pour le rôle du Sheriff Bill Gillespie dans Dans la chaleur de la nuit (In the Heat of the Night)
  - Peter Falk pour le rôle du Lt. Columbo dans Columbo
  - James Earl Jones pour le rôle de Gabriel Bird dans Gabriel Bird (Gabriel's Fire)
  - Scott Bakula pour le rôle du Dr Samuel Beckett dans Code Quantum (Quantum Leap)
- 1992 : Scott Bakula pour le rôle du Dr Samuel « Sam » Beckett dans Code Quantum (Quantum Leap)
  - Mark Harmon pour le rôle du Det. Dicky Cobb dans La Voix du silence (Reasonable Doubts)
  - James Earl Jones pour le rôle de Gabriel Bird dans Gabriel Bird : profession enquêteur (Gabriel's Fire puis Pros and Cons)
  - Rob Morrow pour le rôle de Joel Fleischman dans Bienvenue en Alaska (Northern Exposure)
  - Carroll O'Connor pour le rôle du Chef William « Bill » Gillespie dans Dans la chaleur de la nuit (In the Heat of the Night)
  - Sam Waterston pour le rôle de Forrest Bedford dans Les Ailes du destin (I'll Fly Away)
- 1993 : Sam Waterston pour le rôle de Forrest Bedford dans Les Ailes du destin (I'll Fly Away)
  - Scott Bakula pour le rôle du Dr Samuel « Sam » Beckett dans Code Quantum (Quantum Leap) ♕
  - Mark Harmon pour le rôle de Dicky Cobb dans La Voix du silence (Reasonable Doubts)
  - Rob Morrow pour le rôle de Joel Fleischman dans Bienvenue en Alaska (Northern Exposure)
  - Jason Priestley pour le rôle de Brandon Walsh dans Beverly Hills 90210 (Beverly Hills, 90210)
- 1994 : David Caruso pour le rôle de John Kelly dans New York Police Blues (NYPD Blue)
  - Michael Moriarty pour le rôle du Premier Substitut Benjamin « Ben » Stone dans New York, police judiciaire (Law and Order)
  - Rob Morrow pour le rôle de Joel Fleischman dans Bienvenue en Alaska (Northern Exposure)
  - Carroll O'Connor pour le rôle du Chef William « Bill » Gillespie dans Dans la chaleur de la nuit (In The Heat of The Night)
  - Tom Skerritt pour le rôle du Sheriff Jimmy Brock dans Un drôle de shérif (Picket Fences)
- 1995 : Dennis Franz pour le rôle d'Andy Sipowicz dans New York Police Blues (NYPD Blue)
  - Mandy Patinkin pour le rôle du Dr Jeffrey Geiger dans La Vie à tout prix (Chicago Hope)
  - Jason Priestley pour le rôle de Brandon Walsh dans Beverly Hills 90210
  - Tom Skerritt pour le rôle du Sheriff Jimmy Brock dans Un drôle de shérif (Picket Fences)
  - Sam Waterston pour le rôle de Jack McCoy dans New York, police judiciaire (Law and Order)
- 1996 : Jimmy Smits pour le rôle de Bobby Simone dans New York Police Blues (NYPD Blue)
  - Daniel Benzali pour le rôle de Ted Hoffman dans Murder One
  - Anthony Edwards pour le rôle du Dr Mark Greene dans Urgences (ER)
  - George Clooney pour le rôle du Dr Doug Ross dans Urgences (ER)
  - David Duchovny pour le rôle de Fox Mulder dans X-Files : Aux frontières du réel (The X-Files)
- 1997 : David Duchovny pour le rôle de Fox Mulder dans X-Files : Aux frontières du réel (The X-Files)
  - Anthony Edwards pour le rôle du Dr Mark Greene dans Urgences (ER)
  - George Clooney pour le rôle du Dr Doug Ross dans Urgences (ER)
  - Lance Henriksen pour le rôle de Frank Black dans Millennium
  - Jimmy Smits pour le rôle de Bobby Simone dans New York Police Blues (NYPD Blue) ♕
- 1998 : Anthony Edwards pour le rôle du Dr Mark Greene dans Urgences (ER)
  - Kevin Anderson (en) pour le rôle de Ray dans Une sacrée vie (Nothing Sacred)
  - George Clooney pour le rôle du Dr Doug Ross dans Urgences (ER)
  - David Duchovny pour le rôle de Fox Mulder dans X-Files : Aux frontières du réel (The X-Files) ♕
  - Lance Henriksen pour le rôle de Frank Black dans Millennium
- 1999 : Dylan McDermott pour le rôle de Bobby Donnell dans The Practice : Bobby Donnell et Associés (The Practice)
  - David Duchovny pour le rôle de Fox Mulder dans X-Files : Aux frontières du réel (The X-Files)
  - Anthony Edwards pour le rôle du Dr Mark Greene dans Urgences (ER) ♕
  - Lance Henriksen pour le rôle de Frank Black dans Millennium
  - Jimmy Smits pour le rôle de Bobby Simone dans New York Police Blues (NYPD Blue)

### Années 2000
- 2000 : James Gandolfini pour le rôle de Tony Soprano dans Les Soprano (The Sopranos)
  - Billy Campbell pour le rôle de Rick Sammler dans Deuxième Chance (Once and Again)
  - Rob Lowe pour le rôle de Sam Seaborn dans À la Maison-Blanche (The West Wing)
  - Dylan McDermott pour le rôle de Bobby Donnell dans The Practice : Bobby Donnell et Associés (The Practice) ♕
  - Martin Sheen pour le rôle de Josiah Bartlet dans À la Maison-Blanche (The West Wing)
- 2001 : (ex æquo)[1] Martin Sheen pour le rôle de Josiah Bartlet dans À la Maison-Blanche (The West Wing) et Rob Lowe pour le rôle de Sam Seaborn dans À la Maison-Blanche (The West Wing)
  - Andre Braugher pour le rôle de Ben Gideon dans Gideon's Crossing
  - James Gandolfini pour le rôle de Tony Soprano dans Les Soprano (The Sopranos) ♕
  - Dylan McDermott pour le rôle de Bobby Donnell dans The Practice : Bobby Donnell et Associés (The Practice)
- 2002 : Kiefer Sutherland pour le rôle de Jack Bauer dans 24 heures chrono (24)
  - Simon Baker pour le rôle de Nick Fallin dans Le Protecteur (The Guardian)
  - James Gandolfini pour le rôle de Tony Soprano dans Les Soprano (The Sopranos)
  - Peter Krause pour le rôle de Nate Fisher dans Six Feet Under (Six Feet Under)
  - Martin Sheen pour le rôle de Josiah Bartlet dans À la Maison-Blanche (The West Wing) ♕
- 2003 : Michael Chiklis pour le rôle de Vic Mackey dans The Shield
  - James Gandolfini pour le rôle de Tony Soprano dans Les Soprano (The Sopranos)
  - Peter Krause pour le rôle de Nate Fisher dans Six Feet Under (Six Feet Under)
  - Martin Sheen pour le rôle de Josiah Bartlet dans À la Maison-Blanche (The West Wing)
  - Kiefer Sutherland pour le rôle de Jack Bauer dans 24 heures chrono (24) ♕
- 2004 : Anthony LaPaglia pour le rôle de Jack Malone dans FBI : Portés disparus (Without a Trace)
  - Michael Chiklis pour le rôle de Vic Mackey dans The Shield ♕
  - William Petersen pour le rôle de Gil Grissom dans Les Experts (CSI: Crime Scene Investigation)
  - Martin Sheen pour le rôle de Josiah Bartlet dans À la Maison-Blanche (The West Wing)
  - Kiefer Sutherland pour le rôle de Jack Bauer dans 24 heures chrono (24)
- 2005 : Ian McShane pour le rôle d'Al Swearengen dans Deadwood
  - Michael Chiklis pour le rôle de Vic Mackey dans The Shield
  - Denis Leary pour le rôle de Tommy Gavin dans Rescue Me : Les Héros du 11 septembre (Rescue Me)
  - Julian McMahon pour le rôle du Dr Christian Troy dans Nip/Tuck
  - James Spader pour le rôle d'Alan Shore dans Boston Justice (Boston Legal)
- 2006 : Hugh Laurie pour le rôle du Dr Gregory House dans Dr House (House)
  - Patrick Dempsey pour le rôle du Dr Derek Shepherd dans Grey's Anatomy
  - Matthew Fox pour le rôle de Jack Shephard dans Lost : Les Disparus (Lost)
  - Wentworth Miller pour le rôle de Michael Scofield dans Prison Break
  - Kiefer Sutherland pour le rôle de Jack Bauer dans 24 heures chrono (24)
- 2007 : Hugh Laurie pour le rôle du Dr Gregory House dans Dr House (House) ♕
  - Michael C. Hall pour le rôle de Dexter Morgan dans Dexter
  - Patrick Dempsey pour le rôle du Dr Derek Shepherd dans Grey's Anatomy
  - Bill Paxton pour le rôle de Bill Henrickson dans Big Love
  - Kiefer Sutherland pour le rôle de Jack Bauer dans 24 heures chrono (24)
- 2008 : Jon Hamm pour le rôle de Don Draper dans Mad Men
  - Michael C. Hall pour le rôle de Dexter Morgan dans Dexter
  - Hugh Laurie pour le rôle du Dr Gregory House dans Dr House
  - Bill Paxton pour le rôle de Bill Henrickson dans Big Love
  - Jonathan Rhys Meyers pour le rôle du roi Henri VIII dans Les Tudors (The Tudors)
- 2009 : Gabriel Byrne pour le rôle de Paul Weston dans En analyse
  - Michael C. Hall pour le rôle de Dexter Morgan dans Dexter
  - Jon Hamm pour le rôle de Don Draper dans Mad Men ♕
  - Hugh Laurie pour le rôle du Dr Gregory House dans Dr House
  - Jonathan Rhys Meyers pour le rôle du roi Henri VIII dans Les Tudors (The Tudors)

### Années 2010
- 2010 : Michael C. Hall pour le rôle de Dexter Morgan dans Dexter
  - Simon Baker pour le rôle de Patrick Jane dans Mentalist
  - Jon Hamm pour le rôle de Don Draper dans Mad Men
  - Hugh Laurie pour le rôle du Dr Gregory House dans Dr House
  - Bill Paxton pour le rôle de Bill Henrickson dans Big Love
- 2011 : Steve Buscemi pour le rôle d'Enoch « Nucky » Thompson dans Boardwalk Empire
  - Bryan Cranston pour le rôle de Walter White dans Breaking Bad
  - Michael C. Hall pour le rôle de Dexter Morgan dans Dexter ♕
  - Jon Hamm pour le rôle de Don Draper dans Mad Men ♙
  - Hugh Laurie pour le rôle du Dr Gregory House dans Dr House (House) ♙
- 2012 : Kelsey Grammer pour le rôle de Tom Kane dans Boss
  - Steve Buscemi pour le rôle d'Enoch « Nucky » Thompson dans Boardwalk Empire ♕
  - Bryan Cranston pour le rôle de Walter White dans Breaking Bad ♙
  - Jeremy Irons pour le rôle du Pape Alexandre VI dans The Borgias
  - Damian Lewis pour le rôle de Nicholas Brody dans Homeland
- 2013 : Damian Lewis pour le rôle de Nicholas Brody dans Homeland ♙
  - Steve Buscemi pour le rôle d'Enoch « Nucky » Thompson dans Boardwalk Empire ♙
  - Bryan Cranston pour le rôle de Walter White dans Breaking Bad ♙
  - Jeff Daniels pour le rôle de Will McAvoy dans The Newsroom
  - Jon Hamm pour le rôle de Don Draper dans Mad Men
- 2014 : Bryan Cranston pour le rôle de Walter White dans Breaking Bad
  - Michael Sheen pour le rôle de Bill Masters dans Masters of Sex
  - Liev Schreiber pour le rôle de Ray Donovan dans Ray Donovan
  - Kevin Spacey pour le rôle de Frank Underwood dans House of Cards
  - James Spader pour le rôle de Raymond Reddington dans The Blacklist
- 2015 : Kevin Spacey pour le rôle de Frank Underwood dans House of Cards
  - Clive Owen pour le rôle de John « Thack » Thackery dans The Knick
  - Liev Schreiber pour le rôle de Raymond "Ray" Donovan dans Ray Donovan
  - James Spader pour le rôle de Raymond "Red" Reddingtion dans The Blacklist
  - Dominic West pour le rôle de Noah Solloway dans The Affair
- 2016 : Jon Hamm pour le rôle de Don Draper dans Mad Men
  - Bob Odenkirk pour le rôle de Jimmy McGill / Saul Goodman dans Better Call Saul
  - Rami Malek pour le rôle de Elliot Alderson dans Mr. Robot
  - Wagner Moura pour le rôle de Pablo Escobar dans Narcos
  - Liev Schreiber pour le rôle de Raymond "Ray" Donovan dans Ray Donovan
- 2017 : Billy Bob Thornton pour le rôle de Billy McBride dans Goliath
  - Rami Malek pour le rôle d'Elliot Alderson dans Mr. Robot
  - Bob Odenkirk pour le rôle de Saul Goodman dans Better Call Saul
  - Matthew Rhys pour le rôle de Philip Jennings dans The Americans
  - Liev Schreiber pour le rôle de Raymond "Ray"  Donovan dans Ray Donovan
- 2018 : Sterling K. Brown pour le rôle de Randall Pearson dans This Is Us
  - Jason Bateman pour le rôle de Martin "Marty" Byrde dans Ozark
  - Freddie Highmore pour le rôle du Dr. Shaun Murphy dans Good Doctor
  - Bob Odenkirk pour le rôle de Saul Goodman dans Better Call Saul
  - Liev Schreiber pour le rôle de Raymond "Ray" Donovan dans Ray Donovan
- 2019 : Richard Madden pour le rôle de David Budd dans Bodyguard
  - Jason Bateman pour le rôle de Martin Byrde dans Ozark
  - Stephan James pour le rôle de Walter Cruz dans Homecoming
  - Billy Porter pour le rôle de Pray Tell dans Pose
  - Matthew Rhys pour le rôle de Phillip Jennings dans The Americans

### Années 2020
- 2020 : Brian Cox pour le rôle de Logan Roy dans Succession
  - Kit Harington pour le rôle de Jon Snow dans Game of Thrones
  - Rami Malek pour le rôle d'Elliot Alderson dans Mr. Robot
  - Tobias Menzies pour le rôle de Philip Mountbatten dans The Crown
  - Billy Porter pour le rôle de Pray Tell dans Pose
- 2021 : Josh O'Connor pour le rôle du Prince Charles dans The Crown 
  - Jason Bateman pour le rôle de Martin "Marty" Byrde dans Ozark
  - Bob Odenkirk pour le rôle de Saul Goodman dans Better Call Saul
  - Al Pacino pour le rôle de Meyer Offerman dans Hunters
  - Matthew Rhys pour le rôle de Perry Mason pour Perry Mason
- 2022 : Jeremy Strong pour le rôle de Kendall Roy dans Succession
  - Brian Cox pour le rôle de Logan Roy dans Succession
  - Lee Jung-jae pour le rôle de Seong Gi-hun dans Squid Game
  - Billy Porter pour le rôle de Prayerful Tell dans Pose
  - Omar Sy pour le rôle de Lupin dans Lupin
- 2023 : Kevin Costner pour le rôle de John Dutton dans Yellowstone
  - Jeff Bridges pour le rôle de Dan Chase / Henry Dixon / Johnny Kohler dans The Old Man
  - Diego Luna pour le rôle de Cassian Andor dans Andor
  - Bob Odenkirk pour le rôle de Saul Goodman dans Better Call Saul
  - Adam Scott pour le rôle de Mark Scout dans Severance
- 2024 : Kieran Culkin pour le rôle de Roman Roy dans Succession
  - Brian Cox pour le rôle de Logan Roy dans Succession
  - Gary Oldman pour le rôle de Jackson Lamb dans Slow Horses
  - Pedro Pascal pour le rôle de Joel Miller dans The Last of Us
  - Jeremy Strong pour le rôle de Kendall Roy dans Succession
  - Dominic West pour le rôle du prince Charles dans The Crown
- 2025 : Hiroyuki Sanada pour le rôle de Yoshii Toranaga dans Shōgun
  - Donald Glover pour le rôle de John Smith dans Mr. & Mrs. Smith
  - Jake Gyllenhaal pour le rôle de Rusty Sabich dans Présumé innocent
  - Gary Oldman pour le rôle de Jackson Lamb dans Slow Horses
  - Eddie Redmayne pour de rôle du Jackal dans The Day of the Jackal
  - Billy Bob Thornton pour le rôle de Tommy Norris dans Landman

## Récompenses et nominations multiples

### Nominations multiples
7 : Peter Falk, Tom Selleck
6 : Mike Connors, John Forsythe, Jon Hamm, Hugh Laurie, Martin Sheen
5 : Edward Asner, Michael C. Hall, Carroll O'Connor, Bob Odenkirk, Liev Schreiber, Kiefer Sutherland, Daniel J. Travanti, Robert Wagner, Robert Young
4 : Bryan Cranston, David Duchovny, Anthony Edwards, James Gandolfini, Larry Hagman, Telly Savalas
3 : Scott Bakula, Jason Bateman, Steve Buscemi, Richard Chamberlain, Michael Chiklis, George Clooney, James Garner, Ben Gazzara, Peter Graves, Harry Hamlin, Lance Henriksen, Rami Malek, Dylan McDermott, Bill Paxton, Dean Martin, Rob Morrow, Billy Porter, Matthew Rhys, Jimmy Smits, James Spader, Sam Waterston
2 : Simon Baker, Corbin Bernsen, James Brolin, Raymond Burr, William Conrad, Brian Cox, Patrick Dempsey, Chad Everett, Mark Harmon, John Houseman, David Janssen, Don Johnson, James Earl Jones, Peter Krause, Damian Lewis, Rob Lowe, Michael Moriarty, Jason Priestley, Jonathan Rhys-Meyers, Tom Skerritt, Kevin Spacey, Richard Thomas, Robert Urich, Robert Vaughn, Ken Wahl, Edward Woodward

### Récompenses multiples
2 / 4 : Telly Savalas
2 / 5 : Ed Asner
2 / 6 : John Forsythe, Hugh Laurie, Jon Hamm